# The Apocryphal Wisdom
The Apocryphal Wisdom – pierwsza taśma demo death metalowego zespołu Dark Millennium.

## Lista utworów
1. Intro - 1:18
2. Bringer of Plague - 4:51
3. Evil whispers - 1:14
4. Black Literature - 4:44
5. Fading to Eternity - 3:40
6. The Apocryphal Wisdom - 12:08

## Twórcy
- Christian Mertens - wokal
- Hilton Theissen – gitary
- Markus Gabriel - gitara basowa
- Christoph Hesse – perkusja, instrumenty klawiszowe